# A gyerekek órája
A gyerekek órája egy 1961-es amerikai filmdráma, melyet William Wyler rendezett. A forgatókönyvet John Michael Hayes írta Lillian Hellman 1934-es színművéből.
A film az 1936-ban bemutatott These Three feldolgozása, melyet szintén Wyler jegyzett.
Magyarországon a televízióban 1982-ben Végzetes rágalom címen sugározták, és ugyanezen címen adták dvd-n is.

## Történet
A régi főiskolás osztálytársak Martha Dobie (Shirley MacLaine) és Karen Wright (Audrey Hepburn) magán lányiskolát nyit Új-Angliában. Martha Lily nagynénje, az egykori színésznő is velük él, és tanít. Karen két évi jegyesség után végre igent mond Joe Cardinnak (James Garner), és kitűzik az esküvő időpontját is. Joe rokona a dúsgazdag Amelia Tilfordnak, akinek az unokája, Mary is az iskola tanulója. Mary egy elkényeztetett, egocentrikus kislány, aki gyakran keseríti meg osztálytársai életét, különösen Rosalie Wellsét, akit azzal zsarol, hogy észrevette mikor Rosalie ellopja egy másik tanuló karkötőjét.
Mikor Karen Maryt hazugságon kapja, büntetésképpen eltiltja a hétvégi hajóversenytől. Bosszúból a dühös kislány kitalálja, hogy Karen és Martha leszbikus kapcsolatban állnak egymással, és ezt egy veszekedés töredékeire alapozza, amit a szobatársa véletlenül kihallgatott. Később azt mondja a nagymamájának, hogy látta amint a két tanárnő egymással csókolózik. Mrs. Tilford erre azonnal értesíti a szülőket, akik kiveszik lányaikat az iskolából, hagyva Karent és Marthat értetlenül a dolgok előtt, akik mit sem sejtenek az egészből. Mikor az egyik apa végül elmagyarázza, hogy mi történt Karen dühösen meglátogatja Mrs. Tilfordot Marthaval és Joe-val. Ott Martha újra elmondja a kitalált történetét, az általa sakkban tartott Rosalie-val együtt. A két nő beperli Mrs. Tilfordot becsületsértésért és rágalmazásért, de elvesztik a pert.
Amikor az ügyet a helyi média is felkapja, a tanárnők jó hírét teljesen romba dönti. Egyedül Joe tartja velük a kapcsolatot, és arra biztatja őket, hogy költözzenek el együtt és kezdjenek közösen egy új életet. A férfi habár hisz menyasszonya ártatlanságában, mégis megkérdi, hogy igazak-e a pletykák. Ez veszekedésbe torkollik, és Karen felbontja az eljegyzést, gondolkodási időt kér. Mikor Martha megtudja a szakítást, bevallja Karennek, hogy mindig többet érzett iránta a barátságnál, és a hamis vádaskodások hatására rájött, hogy szerelemmel szereti a másik nőt, de Karen elutasítja a közeledését.
Közben Rosalie édesanyja megtalálja a lopott karkötőt a lányánál, aki bevallja, hogy Mary csak kitalálta az egész történetet. Mrs. Tilford is rájön, hogy a lányok hazudtak neki. Elnézést kér a történtekért, és biztosítja a két tanárnőt, hogy a bíróság újra meg fogja nyitni az ügyet. Bár ha nem is tudja őket tisztázni minden vádpont alól, legalább szeretné őket anyagilag jól kompenzálni a kárért, amit okozott. Karen érzi, hogy elvesztett életüket már sosem fogják teljesen visszakapni, ezért elfogadja a nő bocsánatkérését.
Ezután Karen felvázolja a terveit Marthának a jövőre nézve. Azt szeretné, hogy költözzenek el valahova messzire, és kezdjenek egy új életet, mint barátok. Martha azt mondja, hogy majd reggel dönteni fog az ajánlatról, később Karen sétálni indul. Az üres házban Martha felakasztja magát. A temetésén Karen egyedül indul el, miközben Joe figyeli a távolból.

## Szereposztás
| Szerep           | Színész             | Magyar hang (1. szinkron, 1982) | Magyar hang (2. szinkron) | Magyar hang (3. szinkron) | Magyar hang (4. szinkron) |
| ---------------- | ------------------- | ------------------------------- | ------------------------- | ------------------------- | ------------------------- |
| Karen Wright     | Audrey Hepburn      | Kútvölgyi Erzsébet              | Gubás Gabi                | Gubás Gabi                | Dögei Éva                 |
| Martha Dobie     | Shirley MacLaine    | Udvaros Dorottya                | Györgyi Anna              | Létay Dóra                | Zsigmond Tamara           |
| Dr. Joe Cardin   | James Garner        | Csernák János                   | Csankó Zoltán             | Szabó Sipos Barnabás      | Kapácsy Miklós            |
| Mrs. Lily Mortar | Miriam Hopkins      | ?                               | Pásztor Erzsi             | Győri Ilona               | Sáfár Anikó               |
| Amelia Tilford   | Fay Bainter         | ?                               | Kassai Ilona              | Molnár Piroska            | Bessenyei Emma            |
| Mary Tilford     | Karen Balkin        | ?                               | ?                         | Szőnyi Juli               | ?                         |
| Rosalie Wells    | Veronica Cartwright | ?                               | ?                         | Lisztes Viola             | ?                         |

## Forgatás

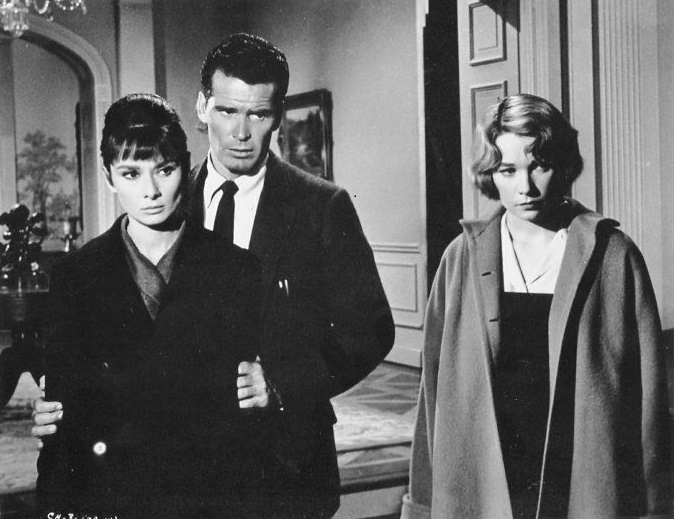
Audrey Hepburn, James Garner és Shirley MacLaine a filmben (1961)

Lillian Hellman színdarabját igaz történet ihlette. Két skót tanárnő pályafutását törte ketté, hogy néhány diákja leszbikus kapcsolattal vádolta őket.
A filmet a dél-kaliforniai San Fernando-völgyben forgatták.
Miriam Hopkins, aki Lily Mortar szerepét játszotta, az eredeti feldolgozásban a These Threeben Martha Dobie-t alakította.

## Kritikák
A Variety kritikusa szerint „Audrey Hepburn és Shirley MacLaine gyönyörűen egészíti ki egymást. Hepburn lágy érzékenysége, csodálatos kisugárzása és érzelmi ingadozásai egy emlékeztes alakítást eredményeznek. MacLaine karaktere mély és összetett.”
A TV Guide négy csillagból három és felesre értékelte a filmet.

## Jelölések
Oscar-díj (1962)
- jelölés: legjobb női mellékszereplő (Fay Bainter)
- jelölés: legjobb operatőr (fekete-fehér film) (Franz Planer)
- jelölés: legjobb jelmeztervező (fekete-fehér film) (Dorothy Jeakins)
- jelölés: legjobb díszlettervezés (fekete-fehér film) (Fernando Carrere és Edward G. Boyle)
- jelölés: legjobb hang (Gordon E. Sawyer)

Golden Globe (1962)
- jelölés: legjobb rendező (William Wyler)
- jelölés: legjobb női főszereplő (Shirley MacLaine)
- jelölés: legjobb női mellékszereplő (Fay Bainter)

## Fordítás
Ez a szócikk részben vagy egészben  a   The_Children'_Hour című angol Wikipédia-szócikk fordításán alapul.  Az eredeti cikk szerkesztőit annak laptörténete sorolja fel. Ez a jelzés csupán a megfogalmazás eredetét és a szerzői jogokat jelzi, nem szolgál a cikkben szereplő információk forrásmegjelöléseként.